# Macrosteles permaculatus
Macrosteles permaculatus är en insektsart som beskrevs av Lindberg 1963. Macrosteles permaculatus ingår i släktet Macrosteles och familjen dvärgstritar. Inga underarter finns listade i Catalogue of Life.